# 232
232（二百三十二、二三二、にひゃくさんじゅうに）は、自然数または整数において、231の次で233の前の数である。

## 性質
- 232は合成数であり、約数は 1, 2, 4, 8, 29, 58, 116, 232 である。
  - 約数の和は450。
  - 約数の個数が3連続(230,231,232)で同じになる8番目の3連続の中で最大の数である。1つ前は219、次は244。
- 33番目の回文数である。1つ前は222、次は242。
- 各位の和が7になる19番目の数である。1つ前は223、次は241。
- 232 = 62 + 142
  - 異なる2つの平方数の和で表せる70番目の数である。1つ前は229、次は233。(オンライン整数列大辞典の数列 A004431)
- 232 =23 + 23 + 63
  - 3つの正の数の立方数の和1通りで表せる32番目の数である。1つ前は225、次は244。(オンライン整数列大辞典の数列 A025395)
- 1/232 = 0.0043103448275862068965517241379… (下線部は循環節で長さは28)
  - 逆数が循環小数になる数で循環節が28になる7番目の数である。1つ前は174、次は261。
- すべての桁が素数である25番目の数である。1つ前は227、次は233。(オンライン整数列大辞典の数列 A046034)
- 232 = 23 × 29
  - p3 × q の形で表せる12番目の数である。1つ前は189、次は248。(オンライン整数列大辞典の数列 A065036)

## その他232に関連すること
- ユナイテッド航空232便不時着事故
- RS-232
- 西暦232年
- 年始（1月1日）から数えて232日目に当てはまるのは、8月20日。
- Sd Kfz 232は第二次世界大戦のドイツの装甲戦闘車両。
- Ar 232は第二次世界大戦時のドイツの輸送機。
- 第232代ローマ教皇はレオ11世（在位：1605年4月1日～4月27日）である。